# Stazione di Trieste Centrale
Stazione di Trieste Centrale vasútállomás Olaszországban, Trieszt városában.

## Vasútvonalak
Az állomást az alábbi vasútvonalak érintik:
- Velence–Trieszt-vasútvonal
- Udine–Trieszt-vasútvonal
- Spielfeld-Straß–Trieszt-vasútvonal
- trieszti körvasút

## Kapcsolódó állomások
A vasútállomáshoz az alábbi állomások vannak a legközelebb:
- Stazione di Miramare
- Stazione di Trieste Campo Marzio

## Galéria

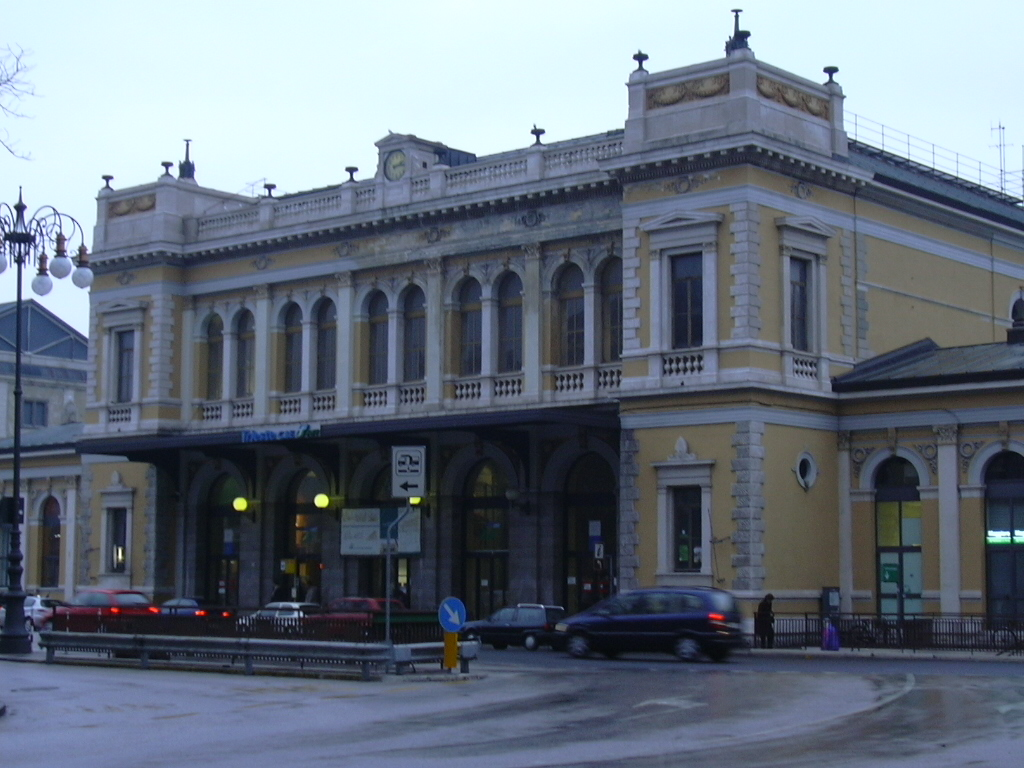
Az állomás épülete
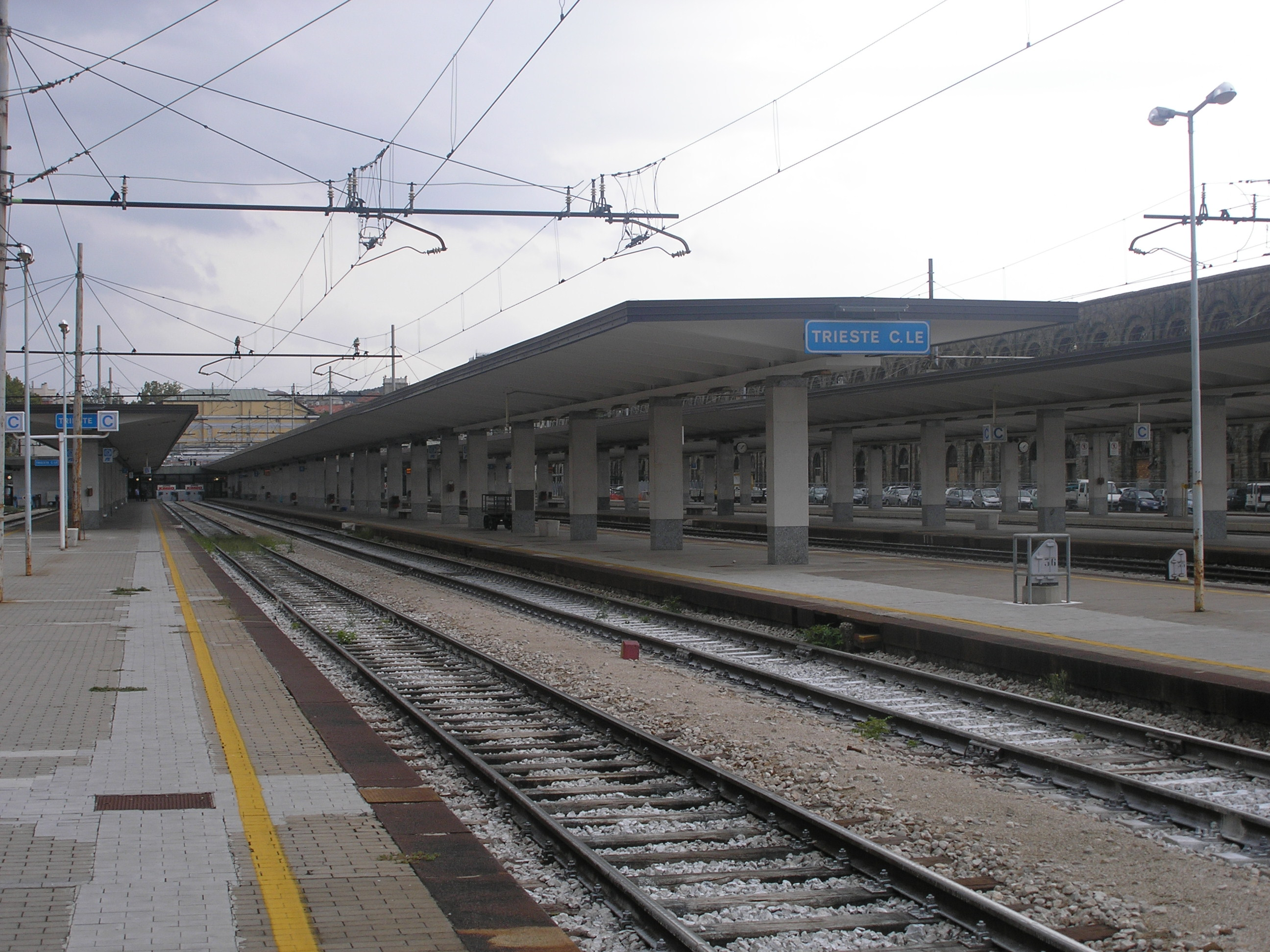
Vágányok
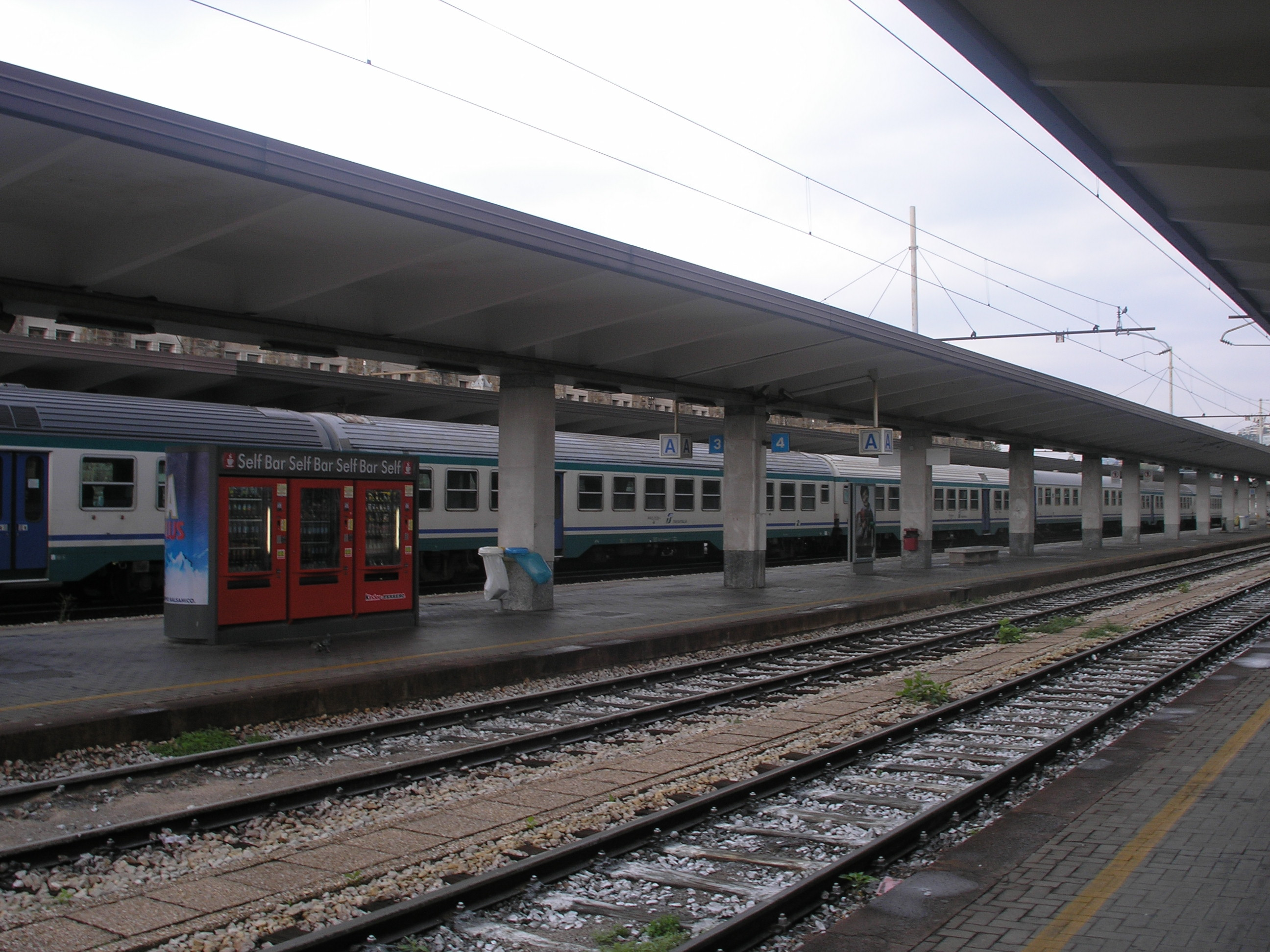
Peronok
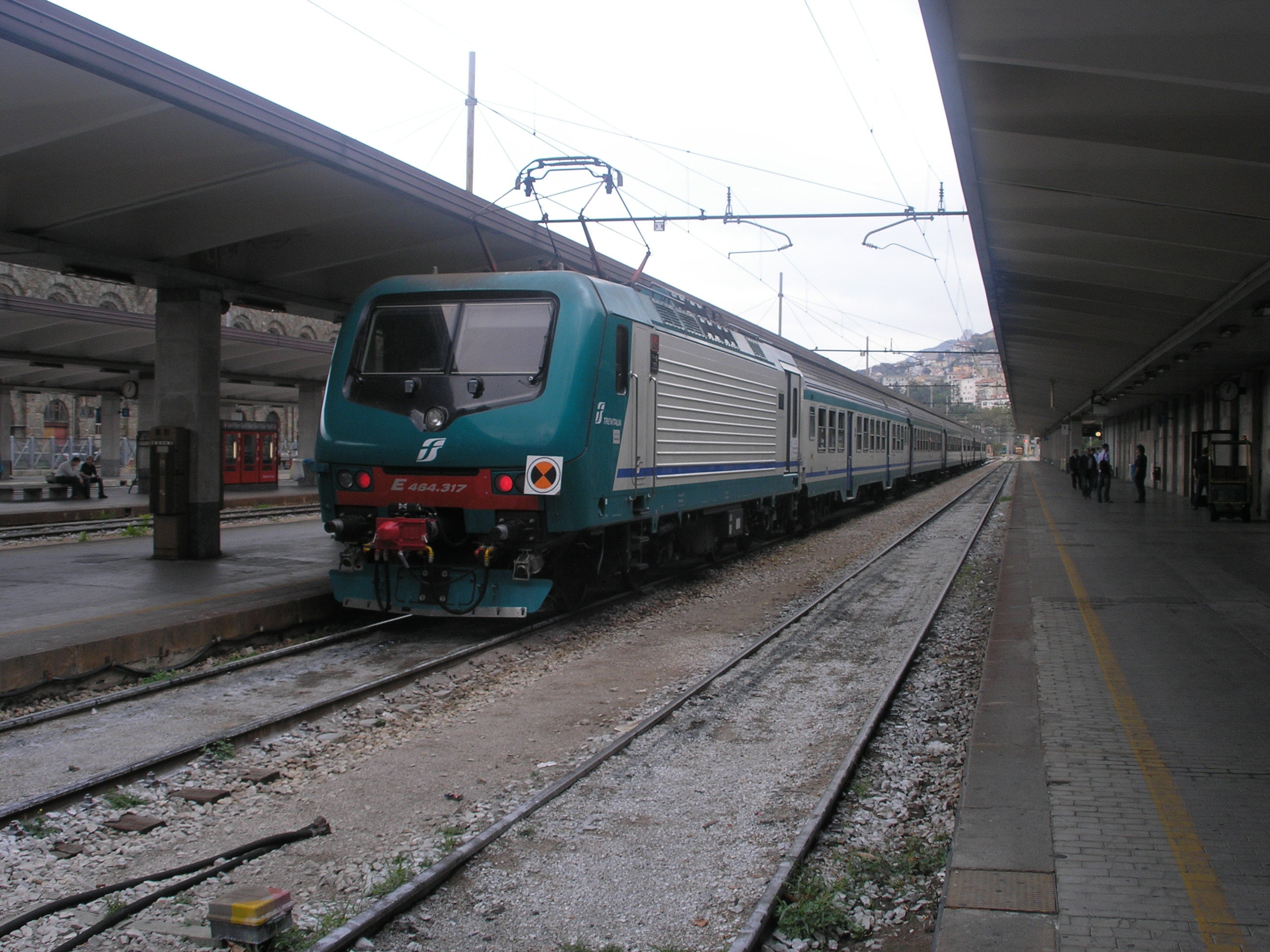
FS E464 sorozat az állomáson